# Manuel Mateu y Fort
Manuel Mateu y Fort (Calatayud, 1807-San Sebastián, 1874) fue un médico español que participó en la fundación de la fábrica de gas de San Sebastián en 1861 y en la creación del banco de San Sebastián en 1862. También fue fundador del balneario de Baños de La Albotea en La Rioja.

## Biografía
Nació en Calatayud, perteneciente hoy día a la provincia de Zaragoza. Sus inicios profesionales fueron en el ejército en el regimiento de infantería de Extremadura. En 1840 publicó unos apuntes sobre la organización del Cuerpo de Sanidad Militar. Posteriormente ejerció la medicina en el municipio de Hernani y en 1841 obtuvo la plaza de médico titular en San Sebastián. En 1846 optó a la cátedra de Medicina clínica en la Universidad de Madrid sin conseguirlo. Entre 1843 y 1874 ocupó los puestos de Subdelegado de Sanidad, vocal de la Junta Local de Sanidad de San Sebastián y tuvo a su cargo la asistencia a la cárcel pública y auxiliar al Juzgado de Instrucción. Editó una memoria sobre la epidemia de "fiebre miliar" de 1845.
Junto con el médico José Balda, construyó el palacio Mateu Balda empleado como hospital de sangre y posteriormente en 1869 como el primer casino de la ciudad, llamado casino Cursaal. Era el edificio precedente al actual Hotel de Londres de San Sebastián.  En 1865 participó como miembro de la junta local de sanidad de San Sebastián en la elaboración de una "Instrucción" para combatir el cólera.
Participó en otras actividades en San Sebastián no relacionadas con la medicina como la fundación de la fábrica de gas en 1861 y la creación del banco de San Sebastián en 1862. Así mismo, en 1851 fue fundador y propietario del balneario de Baños de La Albotea en La Rioja. Falleció en San Sebastián en 1874.